# Bathippus oscitans
Bathippus oscitans är en spindelart som först beskrevs av Tord Tamerlan Teodor Thorell 1881.  Bathippus oscitans ingår i släktet Bathippus och familjen hoppspindlar. Inga underarter finns listade.